# Навалгарх
Навалгарх (англ. Nawalgarh, хинди नवलगढ) — город в округе Джхунджхуну, штат Раджастхан, Индия.

## География и климат
Навалгарх находится на северо-востоке штата Раджастхан, в 142 километрах северо-западнее главного города штата, Джайпура, и в 270 километрах от находящейся на северо-востоке столицы Индии, Дели, на железнодорожной линии Сикар — Джхунджхуну. Климат жаркий и засушливый — за исключением «муссонных» месяцев с июля по сентябрь.

## Население
Около 58 % жителей города — индуисты, 41 % — мусульмане, остальные — джайны, сикхи и христиане. Мужское население превышает женское приблизительно на 10 %.

## Экономика
Население Навалгарха и прилегающих районов занято преимущественно в сельском хозяйстве, в первую очередь в скотоводстве. Ранее, в XVII—XVIII веках, значительную роль здесь играла также караванная торговля. Как один из дополнительных источников дохода населения является обслуживание туристов.

## История
Длительное время, вплоть до середины XVIII века Навалгарх оставался крупным селением, пока местный правитель (тхакур) Навал Сингх Джи Бахадур не превратил его в город и окружил крепостной стеной с четырьмя воротами. Благодаря развивающейся в XVIII-XIX столетиях караванной торговле с Ближним Востоком и далее, с Европой, Навалгарх становится крупным торговым центром и перевалочным пунктом в международной торговле. Зажиточные купеческие семьи возводят тут многочисленные хавели, богато украшенные настенной живописью, мозаикой и резьбой. После включения территории Раджастхана в состав Британской Индии и изменения торговых маршрутов в пользу морских путей сообщения, многие местные торговые организации переехали на юг, в портовые города, и караванная торговля, обеспечивавшая процветание Навалгарха, постепенно потеряла своё значение.